# Diabrotica barberi
Diabrotica barberi là một loài bọ cánh cứng trong họ Chrysomelidae.